# 兵庫県道342号甲子園六湛寺線
兵庫県道342号甲子園六湛寺線（ひょうごけんどう342ごう こうしえんろくたんじせん）は、兵庫県西宮市を通る一般県道である。

## 概要
西宮市甲子園九番町から西宮市六湛寺町に至る。

### 路線データ
- 起点：西宮市甲子園九番町（甲子園九番町交差点、兵庫県道340号浜甲子園甲子園口停車場線交点、兵庫県道341号甲子園尼崎線起点）
- 終点：西宮市六湛寺町（東川交差点、国道2号交点）
- 総延長：約2.895 km

## 路線状況
起点から西長五郎橋交差点までは臨港線の一部区間。西長五郎橋交差点から用海交差点の北側まで六湛寺川と東川に沿って北西へ進む。しかし、国道43号に分断されている上に、旧国道との交差から用海筋までの間が南行き、用海筋は北行きの一方通行となっており、どちらの方向からも全線走破は不可能である。終点へ向かう場合に限り、分断箇所から国道43号用海交差点へ迂回するのであれば起点から終点への走行は一応出来る。

### 別名
- 臨港線（起点より西長五郎橋交差点まで）
- 用海筋（用海交差点北側より終点まで）

### 重複区間
- 国道43号（西宮市用海町）

### 道路施設

#### 橋梁
- 中津橋（新川、西宮市）
- 西長五郎橋（津門川・東河、西宮市）
- 角之橋（六湛寺川、西宮市）

## 地理

### 通過する自治体
- 西宮市

### 交差する道路
| 交差する道路                                                    | 交差する場所  | 交差する場所              |
| --------------------------------------------------------------- | ------------- | ------------------------- |
| 兵庫県道340号浜甲子園甲子園口停車場線 兵庫県道341号甲子園尼崎線 | 甲子園九番町  | 甲子園九番町交差点 / 起点 |
| 中津浜線                                                        | 南甲子園2丁目 | 南甲子園交差点            |
| 兵庫県道343号今津港津門大箇線                                   | 今津港町      | 今津港町交差点            |
| 今津西線                                                        | 今津出在家町  | 今津出在家町交差点        |
| 国道43号 重複区間起点                                           | 用海町        |                           |
| 国道43号 重複区間終点                                           | 用海町        | 用海交差点                |
| 国道2号                                                         | 六湛寺町      | 東川交差点 / 終点         |

### 交差する鉄道
- 阪神本線

### 沿線
- 甲子園警察署 中津交番
- 西宮市立用海小学校
- 西宮市役所
- 阪神本線 西宮駅（終点付近）